# Gyrinus bifarius
Gyrinus bifarius is een keversoort uit de familie van schrijvertjes (Gyrinidae). De wetenschappelijke naam van de soort is voor het eerst geldig gepubliceerd in 1922 door Fall.